# Stark (New Hampshire)
Stark – miasto w Stanach Zjednoczonych, w stanie New Hampshire, w hrabstwie Coös.